# Peter Wessel Tordenskiold
 Denne artikel bør gennemlæses af en person med fagkendskab for at sikre den faglige korrekthed.
    Stykket om duellen er alt for langt i forhold til artiklens samlede længde.

Peter Jansen Wessel (født 28. oktober 1690 i Trondhjem (dengang Danmark-Norge men i dag i Norge), død 12. november 1720 i Gleidingen, Laatzen) var en søhelt i den dansk-norske flåde. Han er adlet Tordenskiold. Han var bror til søofficeren Caspar von Wessel.
Han var som 16-årig skibsdreng på rejse på trekantsruten: Guinea (nuværende Ghana), Vestindien og Danmark. Han blev optaget på Søkadetakademiet i 1709 og fik i 1712 kommando over den nybyggede Fregat Løvendals Galej på 20 små kanoner. Med den erobrede han snart efter et svensk kaperfartøj.
Han blev adlet i 1716 under navnet Tordenskiold, og samme år vandt han en opsigtsvækkende sejr ved Dynekilen, hvor en svensk forsyningsflåde blev ødelagt. Det var stærkt medvirkende til, at Karl XII måtte opgive sit forsøg på at erobre Norge.
Han blev øverstkommanderende for Kattegat-eskadren, og i 1719 erobrede han Marstrand og ødelagde kort efter resten af den svenske flåde i Göteborg. Herefter blev han udnævnt til viceadmiral, men det var afslutningen på krigen og Tordenskiolds bedrifter.

## Liv

### Om søheltens duel
Den velhavende Tordenskiold flyttede i foråret 1720 ind i forhuset i storkøbmand og bogsamler Abraham Lehns Gård i Strandstræde på Christianshavn, og da krigen var overstået nogle måneder senere, var Tordenskiold ledig. Han ville rejse formentlig til England, for at søge fremmed orlogstjeneste med den danske konges godkendelse. I efteråret rejste han i egen vogn igennem Augustenborg og Gottorp til Hamborg og videre til Hannover, hvor den engelske kong George I opholdt sig. Georg var også kurfyrste af Hannover. Under sin rejse i Nordtyskland havde Tordenskjold fået oplyst, at der var falskspillere i farvandet. Tordenskiolds unge ven og husvært fra Christianshavn, Abraham Lehn på 19 år, var inden Tordenskiolds rejse taget på dannelsesrejse i Europa og var tilsyneladende blevet snydt groft i kortspil i Hamborg. Under foregivende af at vise den unge mand en slange med syv hoveder kom et sæt spillekort på bordet. Uhyret dukkede aldrig op, og det hele kunne minde om en turistfælde. Til et middagsselskab i Hannover den 9. november 1720 fortalte Tordenskiold gæsterne om det, og den svensk-livlandske oberst Jacob Axel Staël von Holstein oplyste, at han ejede det mærkværdige dyr og forlangte en undskyldning af Tordenskiold for beskyldninger om falskspil. Obersten sagde, at den unge dansker frivilligt havde deltaget i kortspillet. Tordenskiold har formentlig sammenkædet kortspillet med slange-uhyret. Det ene ord tog det andet, og det endte med håndgemæng mellem de to mænd; Tordenskiold bankede obersten. Jacob Axel Staël von Holstein krævede oprejsning. En duel fandt sted den 12. november 1720 om morgenen uden for landsbyen Gleidingen ved Hildesheim. Tordenskiold blev dræbt af et stiksår, som var tre fingre bredt og fire fingre langt.

### Ingen sammensværgelse
Årsagen til søheltens død har været forklaret med sammensværgelser. En teori går ud på, at svenskerne ønskede at få fat i deres gamle plageånd, Tordenskiold. At anbringe og plante en livlandsk oberst i Tyskland, som tidligere havde været i svensk tjeneste, skulle derfor muliggøre et komplot, men det er modbevist. Tordenskiold havde hørt om falskspillere i Nordtyskland. Flere blev anholdt og fængslet. Hans danske husvært var franarret over 624 dukater. Rygtet løb hurtigt, og der blev lagt til hver gang, så tallet blev 27.000 dukater. Jacob Axel Staël von Holstein spillede kort med Abraham Lehn og vandt. Spilleriet var tidsfordriv til slangen med de syv hoveder blev hentet, men den dukkede aldrig op.
Tordenskiold blev dræbt i duel på kårde efter et skænderi med Jacob Axel Staël von Holstein, en oberst der tidligere havde været i svensk tjeneste. Da dansk lov på dette tidspunkt forbød kristen bisættelse af en duellant, blev han bisat ved en natlig ceremoni i Holmens Kirke uden jordpåkastelse. I 1995 foretog Holmens provst Claus Harms endelig en jordpåkastelse.

### Tordenskjold valgte kården
Tordenskiold var ikke nogen god fægter, men en mesterlig skytte. Den, som bliver udfordret, må også vælge våben, og Tordenskiold valgte kården, som er mindre farlig end pistolen. Tordenskiold har nemlig slet ikke haft til hensigt at slå sin modstander ihjel, som han let kunne have gjort. Ifølge Tordenskiolds kammertjener, Christian Nielsen Kold, blev Tordenskiold orienteret om, at den livlandske oberst var rejst inden den 12. november 1720, men Tordenskiold var for alle tilfældes skyld nødt til at møde op på det aftalte sted for at opfylde sin del af aftalen. Valpladsen var et skrånende engområde Sehlwiese uden for landsbyen Gleidingen i bispedømmet Hildesheim på grænsen til kurfyrstendømmet Hannover ca. 15 km sydøstlig for Hannover. Oberstløjtnant Georg Otto von Münchhausen (i øvrigt fader til den berømte ”løgnerbaron”) tilbød sig som Tordenskiolds sekundant. Han gjorde Tordenskiold følge tidligt om morgenen og havde forinden fremsagt, at viceadmiralen ikke behøvede at tage sine pistoler med, fordi ”så vidt ville det nu ikke komme”. Formentlig var von Münchhausen i god tro. Da de tre mænd kom til stedet, var Staël ankommet med en mængde nysgerrige. Det passer ikke, at Tordenskiold kun var bevæbnet med en pynte-kårde på 70 cm, mens hans modstander var bevæbnet med en kraftig rytterkårde på 100 cm. Kårderne har været lige lange. Reglerne bød, at der ikke måtte være ulige våben. Ingen ved, hvad der blev aftalt sekundanterne imellem, og muligvis har sekundanterne misforstået hinanden. I alt fald fik den dansk-norske søhelt et tilfældigt og hændeligt dødeligt stik efter blot et minuts fægteri.

### Tidslinje
- 1690: Tordenskiold fødes i Trondheim.
- 1697: Karl XII krones som svensk konge.
- 1699: Frederik IV krones som dansk-norsk konge.
- 1700: Kortvarig krig imellem Danmark-Norge og Sverige.
- 1701: Peter Wessel går i Katedralskolen i Trondheim.
- 1704: Peter Wessel rejser med kongens følge til København.
- 1706: Peter Wessel på sejltogt til Dansk Guinea samt Dansk Vestindien.
- 1708: Peter Wessel på sejltogt til Trankebar og hjemvender som 3. styrmand.
- 1709: Dansk krigserklæring til Sverige.
- 1711: Peter Wessel udnævnes til sekondløjtnant.
- 1712: Peter Wessel udnævnes til kaptajnløjtnant.
- 1714: Peter Wessel stilles for en krigsret men frifindes og forfremmes til kaptajn.
- 1715: Peter Wessel erobrer fregatten Hvide Ørn.
- 1716: Peter Wessel forfremmes til kommandør, adles som Tordenskiold samt slaget ved Dynekilen.
- 1717: Tordenskiold angriber fæstningen Nya Elfsborg og Strømstad.
- 1718: Svensk invasion af Norge. Svenskekongen dør, Tordenskiold forfremmes til schoutbynacht efter at have overbragt nyheden til den danske konge.
- 1719: Tordenskiold forfremmes til viceadmiral efter at have angrebet og indtaget Marstrand; snarlig våbenhvile.
- 1720: Freden underskrives på Frederiksborg Slot i Hillerød. Tordenskiold dør i en duel i det nuværende Tyskland. Dette fandt sted 12.11. uden for det hannoveranske område ved Gleidingen i nærheden af byen Hildesheim. .

## Tordenskiolds gravsted
Efter sin død fik han sit første minde i Holmens Kirke i 1817. Hans lig havde da ligget i Holmens kirkekrypt i København i henved 100 år, før Frederik 6. lod billedhuggeren Nicolai Dajon tilvirke en marmorsarkofag og et monument, som sammen med den afdøde blev sat op i Det store gravkapel i 1819. Først i 1995, 275 år efter sin død, fik Tordenskiold en kristen begravelse. 

## Eftermæle og populærkultur
Begrebet Tordenskiolds soldater stammer fra erobringen af Marstrand i 1719, hvor han satte sine soldater til at marchere på kryds og tværs i byen, så en svensk officer fik indtryk af, at Tordenskiolds styrker var langt større, end de faktisk var.
Hans liv og død er behandlet digterisk af blandt andre Holger Drachmann, nordmanden Jacob Breda Bull  og Adam Oehlenschläger. På gården Ringve ved Trondheim, hvor Tordenskiold tilbragte sin barndoms somre, blev der i 1950 åbnet et museum.  Tordenskiolds statue udført af H.V. Bissen står i Korsurtegården udenfor Holmens kirke i København, opsat i 1878; en kopi af denne står ved Vår Frue kirke i Trondheim. Tordenskiold-statuen i Oslo blev afduget i 1901. Der er også statuer i Stavern (Gustav Vigeland) og Horten (A. Svor). I 1958 blev der afduget en mindesten på duelstedet. 
Tændstikfirmaet H.E. Gosch satte i 1865 hans portræt på tændstikæsker for at opmuntre til patriotisme. Ironisk nok fremstilles tændstikkerne i dag af det svenskejede Swedish Match . I slutningen af 2024 vakte det furore, at Swedish Match planlagde en ændring af designet af tændstikæskerne, der dog fortsat ville være præget af Tordenskjolds portræt. Firmaet valgte efter den offentlige debat at aflyse designændringen af tændstikæskerne og udtalte i den forbindelse "Vi satte os for at forny brandet, men har lyttet og erkendt, at nogle ting gerne må være, som de altid har været. Tordenskjold tændstikker er ikoniske, og alle danskere kender det ovale billede af den legendariske helt, der er afbildet på vores emballage" .
Tordenskiold har fået færgen "Peter Wessel" opkaldt efter sig. Den sejlede for Color Line mellem Frederikshavn og Larvik til 2008. Flere danske orlogsskibe er blevet opkaldt efter ham, senest korvetten Peter Tordenskjold.
Filmen Tordenskjold går i land fra 1942 var en stort anlagt historisk skildring af Tordenskiolds avancement fra løjtnant til kaptajn. Desuden er Tordenskiolds liv blevet genstand for en gennemkomponeret musical, skrevet og komponeret af brødrene Adam og James Price. I musicalen fremstilles krigsminister Gabel og dronning Anna Sophie som de hovedansvarlige for Tordenskiolds død.
Hvert år første weekend i september fejres Tordenskjold i Frederikshavn med en folkefest kaldet Tordenskjoldsdagene. Frederikshavn havn omdannes til 1717 med udklædning, musik, boder, skuespil og anden underholdning. 
I en af Århus' nordlige bydele, Trøjborg, er en af de gennemgående gader (Tordenskjoldsgade) opkaldt efter Tordenskjold. Derudover findes et værtshus på hjørnet af Tordenskjoldsgade og Niels Juels Gade kaldet Peder Wessel. Ydermere findes der en kro kaldt Peder Wessel i Søndergade i Frederikshavn.
I den norske by Trondheim findes Tordenskioldsparken.
Filmen Tordenskjold & Kold fik premiere i januar 2016. Den er instrueret af Henrik Ruben Genz efter manuskript af Erlend Loe. I filmen spiller Jakob Oftebro rollen som Tordenskjold.